# Flemming Davanger
Flemming Davanger, född den 1 april 1963 i Bergen, Norge, är en norsk curlingspelare.
Han tog OS-guld i herrarnas curlingturnering i samband med de olympiska curlingtävlingarna 2002 i Salt Lake City.